# Alkan Nallbani
Alkan Nallbani (* 12. Februar 1971 in Berat) ist ein albanischer Künstler, der hauptsächlich malt und zeichnet. Er lebt und arbeitet in Tribeca (New York City) und Florenz.

## Werdegang
Alkan Nallbani begann schon mit acht Jahren künstlerische Erfahrungen zu sammeln und mit nur 17 Jahren gehörte er zu den geschätztesten Studenten seines Jahrgangs an der Universität der Künste in Tirana, wo er 1994 erfolgreich abschloss. Nallbani engagierte sich schon sehr früh künstlerisch, kulturell aber auch politisch. So nahm er bei den Studentenprotesten in Tirana 1990/91 teil, welche das diktatorische Regime Albaniens stürzten.
1996 wanderte Nallbani nach Italien aus, wo er seitdem in Florenz lebt und arbeitet. Zwischen 1998 und 2000 absolvierte er dort ein Studium an der Accademia di Belle Arti.
Später ließ er sich in Lower Manhattan nieder, wo im Stadtteil Tribeca sein anderer Wohn- und Arbeitsort ist. Zwischen 2005 und 2006 studierte er am Corcoran College of Art and Design in Washington, D.C.

## Ausstellungen (Auswahl)
Alkan Nallbani konnte an verschiedenen Ausstellungen, vor allem in Albanien, Italien und den Vereinigten Staaten, sein Werk präsentieren. Zu den bedeutendsten zählte die Prague Biennale 2009 in Prag und die Harnett Biennial im Jahr 2010 im Virginia Museum of Fine Art in Richmond, Virginia. Nachfolgend eine Auswahl an Nallbanis Werksausstellungen:
- 1995: Onufri, nationale Ausstellung in der Galeria Kombëtare e Arteve in Tirana
- 1999: Gruppenausstellung auf der Piazza del Carmine in Florenz
- 2003: Ausstellung im Palazzo Parte Guelfa in Florenz
- 2007: Gruppenausstellung in der Edward-Lear-Galerie in Berat
- 2009: Prague Biennale 2009 in Prag
- 2010: Harnett Biennial in Richmond (USA)
- 2010: The Berlin Wall in Vlora
- 2012: Hosted in Athens in Athen

## Werke (Auswahl)
Die meisten künstlerischen Werke von Nallbani sind von expressionistischen Einflüssen geprägt. Die Mehrheit seiner Arbeit ist dem albanischen Leben gewidmet, die Protagonisten sind jedoch anonym. Die Farbkomposition ist oft energisch und von hellem Ton. Die neuesten Werke zeigen vermehrt Blumen, Pflanzen und Bäume.
- Baum. 60 × 48 cm, Öl auf Leinwand, 2007
- Das neue Haus. 100 × 150 cm, Sepia auf Karton, 2007
- Entdecker. 130 × 160 cm, Öl auf Leinwand, 2012